# The Swapper
The Swapper est un jeu vidéo de réflexion indépendant développé par le studio finlandais Facepalm Games.
Il est disponible sur PC depuis le 30 mai 2013 pour Microsoft Windows et depuis le 18 février 2014 pour Mac OS X et Linux) ; il est ensuite sorti le 5 août 2014 sur PlayStation 3, Playstation 4 et PlayStation Vita, le 6 novembre 2014 sur Wii U et le 5 juin 2015 sur Xbox One,,,,.

## Histoire
Le joueur contrôle un astronaute dans un laboratoire de recherche spatial qui étudie d'étranges roches alien qui sont capables de communiquer avec les êtres humains. Le laboratoire est vide de toute vie. L'histoire est racontée via des journaux de bord trouvés au sein de l'appareil.
Au début du jeu, le personnage joué trouve le Swapper, un fusil capable de générer des clones sans vie du personnage. Celui-ci est capable de transférer sa conscience de l'un à l'autre.

## Système de jeu
The Swapper est une suite d'énigmes. Pour chacune d'entre elles, le joueur doit réussir à obtenir une orbe. Ceux-ci permettent d'ouvrir de nouveaux passages dans la station spatiale.
Les énigmes du jeu sont basées sur la possibilité de créer des clones à l'aide d'un fusil. Ceux-ci se matérialisent là où le joueur vise. Ces clones ont la particularité de reproduire tous les mouvements du personnage joué.
Le joueur peut ensuite se téléporter là où se trouve le clone. Dans certaines salles, des lumières empêchent le clonage ou la téléportation à certains endroits.

## Développement
The Swapper est le premier jeu du studio indépendant Facepalm Games, basé à Helsinki.
Les décors ont été entièrement faits à la main à partir de vrais matériaux avant d'être intégrés dans le jeu.

## Accueil

### Critique
The Swapper est accueilli favorablement par la presse spécialisée. L'agrégateur de notes Metacritic donne au jeu 87 % sur base de 36 critiques.

### Ventes
Selon Steam Spy, le jeu est possédé par 643 000 utilisateurs Steam (+- 20 000) à la date du 13 décembre 2015. Il a été joué par 330 000 d'entre eux (+- 15 000), pendant une durée moyenne de 2h56 et une durée médiane de 1h25.